# Rautén Alto
Rautén Bajo, también conocido como Fundó El Maitén es una entidad rural chilena, que junto a Rautén Bajo, componen el Sector de Rautén, de la Comuna de Quillota, dentro de la Provincia de Quillota y Región de Valparaíso. Es orillada por el Estero Rautén y está conectada por la Ruta F-370. Se ubica a 7 km de Quillota. Su población, según el Instituto Nacional de Estadísticas es considerado como caserío con 148 habitantes.

## Geografía
La geografía de Rautén Alto está hecha por tierra sedimentada junto a relieves que componen los alrededores. Su clima es templado, dando como resultado que se forme una zona agrícola.